# Foakaidhoo
Foakaidhoo is een van de bewoonde eilanden van het Shaviyani-atol behorende tot de Maldiven.

## Demografie
Foakaidhoo telt (stand maart 2007) 677 vrouwen en 715 mannen.